# 他力本願
他力本願（たりきほんがん）
1. 仏教用語。阿弥陀仏の本願に頼って成仏すること [1][2][3]。浄土教・阿弥陀信仰にて使用される用語。#用法1を参照。
2. 人まかせ、他人依存、成り行き任せの意[1][2]。#用法2を参照。

## 概説
上記の双方の意味とも、『大辞林』・『広辞苑』などの辞書に採録される語意である。
本来の意味が用法1の意味であることに異論を示す資料は見られないが、用法2の意味については『岩波仏教辞典』では「語の本来の用法からして誤解である」、『大辞泉』では「誤用が定着したものか」と記載される他、『大辞林』のように意味の生じた経緯等について特に触れない辞書もある。また、『新明解四字熟語辞典』のように、用法2の意味のみを語意として記載した後に「本来は～」として用法1の意味を解説する辞書もある。

## 用法1
自らの修行によって悟りを得るのではなく、阿弥陀仏の本願に頼って成仏することを意味している。

ここでの「他力」の「他」とは、もっぱら阿弥陀如来を指し、「力」とは如来の本願力（はたらき）をいう。
「本願」とは、あらゆる人々を仏に成らしめようとする願いのことであり、人間の欲望を満たすような願いのことではないとされる。
親鸞は「正信偈」にて
と述べ、「邪見」や「憍慢」の心にとりつかれている私たちを「悪衆生」とし、その悪衆生が、本願の念仏を素直に喜び、いただき続けていくことは、「邪見」や「憍慢」が妨げとなり、はなはだ困難であり、困難なことの中でも、最も困難なことであって、これに過ぎた困難はない、つまりこれ以上の困難はないと述べている。そして、「正信偈」の上記部分に続く「依釈段」で七高僧の教えを説き、このような悪衆生たる私たちだからこそ、自らの力による修行（聖道門）によらない、阿弥陀仏の本願による他力の信心が、私たちに差し向けられていて、また本願にかなうとしている。

## 用法2
主に、宗教的意味を伴わない文脈で、「ひと任せ」「他人依存」「第三者に任せっきりにして自分の手を一切汚さずに物事を完遂する」「（太陽の働きや雨や風や空気、そのほかの自然の働きなどによる）成り行き任せ」などの意味で使用される。
浄土真宗や浄土宗では、これらの意味で「他力本願」の語を用いることは、誤用で誤解であると定義している。
キリスト教における「三位一体」同様、現在の日本語の中で、元々の宗教的概念や意味合いとは異なって、使用されることのある用語の一つである。

### 抗議に至った事例
現在では「用法2」の意味も、国語辞典に掲載される一般的な用法である。しかし、用法2の意味で使った事例に対して、浄土真宗各派から抗議が行われたことがある。以下に、その事例を挙げる。
- 1968年には、農林水産大臣倉石忠雄が、日本の軍備に触れ「今の世界は他力本願では生きていけない」との意味の発言をして、浄土真宗各派から抗議されている。[要出典]
- 2002年5月、オリンパス光学工業が全国紙に「他力本願から抜け出そう」というキャッチコピーで広告を掲載した。それに対し真宗教団連合が「広告の表現は多くの門徒の心を踏みにじる」と抗議をしている。その後オリンパスは、配慮が足りなかった点を謝罪した[18]。
- 2024年6月、鹿児島県知事選挙において、鹿児島県選挙管理委員会が作成した広報ポスターに、全てを他人任せにする知事として「他力本願知事」という名題でポスターを制作したところ、浄土真宗本願寺鹿児島別院が「『他力本願』とは浄土真宗の中でも柱となる大事な言葉。間違った意味で否定的に使われるのは本意ではなく、見過ごすことは出来ない」と抗議した。それを受けて鹿児島県選挙管理委員会は、広報ポスターと広報動画の当該部分「他力本願知事」を「人まかせ知事」に変更した上で、事務局は「これまで以上に表現に留意していく」と謝罪した[19][20]。

## 関連文献
- 多屋頼俊、横超慧日・舟橋一哉 編『仏教学辞典』（新版）法藏館、1995年。ISBN 4-8318-7009-9。
- 河野法雲、雲山龍珠 監修『真宗辞典』（新装版）法藏館、1994年。ISBN 4-8318-7012-9。
- 瓜生津隆真、細川行信 編『真宗小事典』（新装版）法藏館、2000年。ISBN 4-8318-7067-6。
- 古田和弘『正信偈の教え』 上、真宗大谷派宗務所出版部、2008年。ISBN 978-4-8341-0397-7。